# Kaleidoscalp
Kaleidoscalp es el decimoquinto álbum de Buckethead, lanzado en el año 2005.

En algunas canciones del álbum se utilizan instrumentos que tuviesen sistemas embebidos que utilicen Pilas eléctricas para crear sonidos que eran bastante más peculiares que cualquier otro sonido que haya producido antes.
La secuela a la canción "Rack Maintenance" se encuentra en el álbum del 2009, llamado Slaughterhouse on the Prairie.

## Canciones
1. Frankenseuss Laboratories – 4:33
2. Stun Pike And The Jack In The Box Head – 4:35
3. Music Box Innards – 4:12
4. Breakfast Cyborg – 1:41
5. The Bronze Bat – 3:50
6. The Last Ride Of The Bozomobile – 4:32
7. Rack Maintenance – 4:22
8. The Sticker On Hallucinogens – 3:29
9. Pylon Shift – 4:31
10. Citadel – 4:18
11. The Slunk, The Gutter And The Candlestick Maker – 2:03
12. The Android Of Notre Dame (Dedicado a Dimebag Darrell)– 3:39
13. She Sells Sea Shells By The Slaughterhouse – 11:43

## Créditos
- Todas las canciones fueron compuestas por:
  - Buckethead
  - Dan Monti
- Producido por:
  - Dan Monti
  - Albert
- Productor Ejecutivo:
  - John Zorn
- Productor Asociado:
  - Kazunori Sugiyama
- Grabado en:
  - The Slaughterhouse
- Programación y Mezclas por:
  - Dan Monti
- Masterizado por:
  - Scott Hull
- Portada del álbum por:
  - Bryan Theiss

Agradecimientos especiales a: Zorn, Bill Laswell, Frankenseuss, Dell Rey Brewer, Jodorskys Holy Mountain, Family, Friends, Slunks y Chickens.